# Font de la Canaleta (Beniure)
La Font de la Canaleta és una font del terme municipal de Sant Esteve de la Sarga, del Pallars Jussà, dins del territori de Beniure.
Està situada a 900 m d'altitud, en els contraforts occidental de la Serra d'Alzina, a l'esquerra del barranc de Beniure, al nord del poble de Beniure. És a prop del límit del terme municipal.